# Polo Baquerizo
Leopoldo Bechara Ottón Eloy Osvaldo Baquerizo Adum (Guayaquil, 23 de marzo de 1955) más conocido como Polo Baquerizo, es un periodista, conductor de televisión y político ecuatoriano. Fue conductor del programa concurso Haga Negocio Conmigo, desde sus inicios. Se desempeña como concejal del municipio de Guayaquil, desde el año 2003.

## Biografía
De niño estudió en varias escuelas, iniciando sus estudios primarios en la escuela mixta Inmaculada y los finalizó en la escuela Juan Montalvo.
Inició su carrera de comunicación en la radio El Tiempo el 15 de enero de 1970, cuando tenía 14 años de edad. Cuando tenía 25 años de edad, conoció a la que más tarde se convertiría en su esposa y quien tenía 15 años, el 9 de noviembre de 1980, en el velorio de su abuelo. Durante su carrera en la radio, pasó por diversas emisoras como Ifesa, Sucre, Cenit, Continental y Sucesos, además de haber creado la suya propia llamada Radio Acción, la cual se mantuvo al aire durante 10 años.
En abril de 1976 forma parte de Telecentro (TC Televisión), gracias a la recomendación de amigos peruanos de Panamericana Televisión, quienes realizarían una coproducción con dicho medio. Así fue como inició su carrera en la televisión, primero con locución en off, el 4 de mayo de 1976, con 21 años de edad, cuando recién se iniciaba el programa concurso Haga Negocio Conmigo, que en un inicio fue conducido por Fernando Franco, y más tarde, en el quinto programa, lo hizo como animador y conductor del espacio. Polo se ha caracterizado por su estilo jocoso y burlón ante los concursantes, y debido al estilo de conducción en su programa, siempre tratando que la gente gane algo, fue apodado por la producción del programa y su público como "El Eterno Perdedor". También otra de las cosas características de Polo es su vestimenta en el programa, donde siempre mantuvo desde su inicio en su atuendo, los tirantes, acompañado de una camisa mangas largas de botones y un pantalón de tela negro con zapatos de suela negros. Debido al afecto que Baquerizo ha tenido con las personas de la tercera edad, como lo fue con sus abuelas Smaya (materna) y Alicia (paterna), siempre trataba de incluir en los concursos a esas personas. Entre 1990 y 1991, realizó programas especiales en exteriores de barrios marginales, donde habitaban ancianos, en su mayoría abuelitas abandonas en la pobreza. Desde entonces, cada año realiza en el programa especiales del día de la madre donde ayuda a estás personas obsequiándoles electrodomésticos con los que puedan aprovechar para subsistir.